# Instituto de Información sobre los Crímenes del Comunismo
El Instituto de Información sobre los Crímenes del Comunismo (IICC) (sueco: Upplysning om kommunismen, UOK) es una organización de derechos humanos sin fines de lucro y no gubernamental con sede en 
Suecia, fundada en 2008, con el propósito declarado de «difundir información esencial sobre los crímenes del comunismo y promover la vigilancia contra todas las ideologías totalitarias y movimientos antidemocráticos». El instituto es una organización miembro de la plataforma de la memoria y de la conciencia europeas, un proyecto educativo de la Unión Europea que reúne a instituciones gubernamentales y ONG activas en la investigación, documentación, sensibilización y educación sobre los crímenes de los regímenes totalitarios.

## Trabajo
El IICC publica materiales y medios de información, encuestas, informes y materiales didácticos, participa en el debate público y organiza proyecciones de películas, seminarios, audiencias, eventos mediáticos y exposiciones relacionadas con el tema. La IICC coopera con instituciones nacionales, embajadas, institutos, ONG: sy organizaciones en Europa, Estados Unidos y Canadá.
El consejo de administración está formado por Camilla Andersson (presidente), Anders Hjemdahl, el profesor Kristian Gerner, el diputado de Walburga Habsburg Douglas y Mae Liz Orrego Wennick. El instituto está financiado en gran parte por la Confederación de Empresas Suecas. El instituto recibió el premio Templeton Freedom Award en 2009.
Los miembros honorables notables de la IICC y colaboradores en sus publicaciones y actividades son el actual ministro de Relaciones Exteriores y ex primer ministro de Suecia Carl Bildt, el ex primer ministro de Estonia Mart Laar, el ex Embajador y Comisionado de la UE de Letonia Sandra Kalniete, Miembro de la Unión Europea Parlamento Gunnar Hökmark, profesor Robert Conquest, profesor de historia Kristian Gerner, profesor de estudios de Europa del Este Stefan Hedlund, profesor de historia Klas-Göran Karlsson, autor y periodista Staffan Skott, autor y periodista Kaa Eneberg, y muchos otros.
En cooperación con el gobierno de Suecia, la organización ha llevado a cabo ceremonias de conmemoración del día europeo de recuerdo de las víctimas del estalinismo y el nazismo. El primer ministro Fredrik Reinfeldt, el ministro de Educación, Jan Björklund, y las ministras de la UE, Cecilia Malmström y Birgitta Ohlsson, han participado en los eventos organizados por el instituto.
La IICC ha participado en la sensibilización sobre la Declaración de Praga sobre Conciencia Europea y Comunismo tanto en Suecia como a nivel internacional.